# Antigua estación de Osorno
Osorno es una estación que está ubicada en la comuna chilena de Osorno, en la  X Región de Los Lagos. Fue construido con el Ferrocarril Valdivia a Osorno en 1895, e integrado luego al Ferrocarril Central que es parte de la Red Sur de la Empresa de los Ferrocarriles del Estado. Entre finales de la década de 1930 y la década de 1960, la estación fue cabecera del Ramal Osorno-Rupanco.
A principios de la década de 2000, fue remodelada, y actualmente alberga a la Biblioteca Central de Osorno y la Pinacoteca "Arturo Montecino".

## Historia
Debido a la construcción del ferrocarril entre las ciudades de Valdivia y Osorno, los trabajos comienzan con la planificación de la ruta entre 1884 a 1887, la cual se dividió en dos secciones: de Valdivia a Pichi-Ropulli y de ahí hasta Osorno.  El segmento entre Pichi-Ropulli y Osorno fue finalizado en 1896. La primera estación de Osorno fue completada e inaugurada el 21 de diciembre de 1895 así como el primer arribo de un tren proveniente desde Valdivia.
El ferrocarril que unió a la ciudad de Valdivia y Osorno fue inaugurada el 11 de abril de 1906, contando con la presencia del presidente Germán Riesco Errázuriz. En marzo de 1907 se inician los viajes de Osorno a Santiago.
Debido a un incendio de la estación original en 1917, además de la incomodidad de la ciudad, las vías se desplazaron 200 m hacia el norte además de construirse en 1917 el actual edificio que albergase a la estación de ferrocarriles.
En 1936 se desarrollan los estudios formales para la construcción del Ramal Osorno-Rupanco, un ferrocarril de 50 km de extensión que busca conectar a la red central de ferrocarriles con el Lago Rupanco. El proyecto es autorizado en 1940 y las obras se mantienen en construcción hasta al menos 1946. Sin embargo, el ferrocarril solo llega hasta la localidad de Pichil. Para la década de 1960 este ramal ya había sido levantado.
En 1964 se inaugura la nueva estación de ferrocarriles de Osorno.
La estación recibió servicio de pasajeros hasta 1996, y posteriormente en el año 2000 este edificio fue remodelado para albergar un centro cultural, una biblioteca municipal y la Pinacoteca Arturo Montencino (en honor al pintor homónimo) y posteriormente en 2013 ser reinaugurado como el Museo Interactivo de Osorno. En el patio de la estación aún se pueden encontrar las vías y un antiguo vagón.

## Infraestructura
El edificio posee un estilo neoclásico, sus cimientos son de hormigón armado, sus murallas son de ladrillo estucado revestido con cemento y yeso.